# Clemens Schmalstich
Clemens Schmalstich   (Poznań, 8 d'octubre de 1880 - Berlín, 15 de juliol de 1960) va ser un compositor, director d'orquestra i polític nazi. Clemens Carl-Otto Schmalstich era originalment un estudiant que assistia al gimnàs de Posen "Friedrich-Wilhelm" per voluntat del seu pare (que no sabria que pogués tenir un curs seriós d'educació musical), i després va tenir quatre semestres de Filosofia a Bonn. El 1902, el jove estudiant va poder assistir a la "Königliche Hochschule" per a la música a Berlín. Allà va 'aprendre' piano amb el professor Ernst Rudorff, però dos anys després es va traslladar com a estudiant de composició a la classe magistral d'Engelbert Humperdinck (més conegut com a creador de l'òpera Hänsel i Gretel), que es va convertir en un amic patern. Humperdinck va organitzar-lo per obtenir un lloc com a director de direcció al "New Theatre" de Berlín, on, entre altres obres, va dirigir la música de Humperdinck per a The Tempest de Shakespeare. Poc després, Schmalstich va guanyar tota una gamma de premis de l'Acadèmia. El 1910 el seu amic Leo Blech el va convocar a la Reial Opera de Berlín, on Schmalstich va treballar com a kapellmeister (director d'orquestra) fins al 1919 al costat de Blech, Richard Strauss i Karl Muck.
Després d'uns anys d'activitat autònoma en nombroses gires estrangeres, el 1927 va assumir la direcció artística de l'"Electrola Company" a Berlín i el 1931 va poder seguir la crida per convertir-se en professor a l'Acadèmia de l'Escola Superior de l'Estat. El mateix any es va incorporar al partit nazi (número de membre 1.106.153). Va col·laborar en la "Taskforce" d'Alfred Rosenberg per a la cultura alemanya (Kampfbund für deutsche Kultur) com a director cultural d'àrea i líder d'oficines per a música lleugera i òpera, i va ser el delegat de la Unió d'Artistes Alemanys (Nacional Socialista).
A la "High School of Music" va estar actiu fins al 1945 com a professor col·legiat, director de les classes de direcció. Com abans, durant els anys vint va dirigir el Concertverein de Berlín i la Filharmònica de Berlín, a partir del 1945 va prendre el control de l'Orquestra Siemens.
Com a compositor Schmalstich va escriure:
- 120 cançons amb acompanyament de piano o orquestral,
- les òperes Beatrice (1940) i Die Hochzeitsfackel (1943),
- dues simfonies,
- tres concerts per a piano i orquestra,
- una sinfonietta,
- el poema simfònic Tragischer Epilog (a la mort de El papa Pius XII), va emetre freqüentment,
- altres suites orquestrals,
- moltes obres de piano
- les operetes Tänzerin aus Liebe (1919) i Wenn die Zarin lächelt (1937).
- La seva obra juvenil Peterchens Mondfahrt va ser interpretada amb freqüència des de 1913 en escenaris d'Alemanya i de l'estranger.

El treball cinematogràfic de Schmalstich va començar amb una pel·lícula Kultur sobre Goethe, i el moment d'Ufa-Kulturfilms està relacionat amb el seu nom. Sobretot va compondre la música per a les pel·lícules culturals Das Wort aus Stein (1939) i Nürnberg, die Stadt der Reichsparteitage (1940). Les pel·lícules realitzades el 1945, Das Jahr der Elche i Frauenturne es van estrenar per primera vegada durant el Festival de Berlín de 1957.
Entre els seus tretze llargmetratges es trobaven les presentacions d'Erich Waschneck, Abel mit der Mundharmonika, Liebesleute (Renate Müller, Gustav Fröhlich, Harry Liedtke), Regine (Luise Ullrich, Anton Walbrook) i Musik im Blut (Sybille Schmitz), així com la pel·lícula de Heinz Rühmann Erben Lachende de Max Ophüls i la pel·lícula de Heinrich George Ein Volksfeind produïda per Hans Steinhoff.
Clemens Schmalstich va estar durant més de 50 anys casat amb Lissi Schmalstich-Kurz, antiga cantant i autora de concerts i d'un oratori, que va destacar sobretot el llibret de la seva òpera Beatrice. Schmalstich va romandre lleial a la seva casa escollida de Berlín fins a la seva mort.